# Les Grands Esprits
Pour plus de détails, voir Fiche technique et Distribution.
Les Grands Esprits est un film français réalisé par Olivier Ayache-Vidal, sorti le 13 septembre 2017.

## Synopsis
Un jour qu’il pérore sur la nécessité d’envoyer dans les banlieues les meilleurs et les plus expérimentés des professeurs, François Foucault, lui-même enseignant de lettres au très prestigieux lycée parisien Henri-IV, est pris au mot par une représentante du ministère de l’Éducation nationale. Le voilà obligé de quitter son lycée de prestige et de passer le périphérique, direction le collège de banlieue Barbara, à Stains, classé REP +.

## Fiche technique
- Titre original : Les Grands Esprits[3]
- Réalisateur : Olivier Ayache-Vidal
- Assistant à la réalisation : Emile Louis
- Scénario : Olivier Ayache-Vidal
- Musique : Florian Cornet et Gadou Naudin
- Photographie : David Cailley
- Montage : Alexis Mallard
- Scripte : Nicole Marie
- Son : Eric Boisteau , Benjamin Viau
- Effets spéciaux : Laurent Brett
- Maquillage : Sandra Loock
- Décors : Angelo Zamparutti
- Costume : Julie Brones
- Casting figuration : Romain Silvi
- Régisseur : Stéphane Avenard
- Attaché de presse : François Hassan Guerrar
- Producteurs : Alain Benguigui et Thomas Verhaeghe
- Directeur de production : Arnaud Tournaire
- Assistant de production : Andréa Bernard
- Production : Sombrero Films
- Coproduction : France 3 cinéma
- Avec la participation de France Télévisions, Canal+, Ciné+, SOFICA Cofimage 28, Manon 7 et Soficinéma 13
- Distribution : BAC Films
- Exportation / Vente internationale : BAC Films
- Pays :  France
- Genre : comédie dramatique
- Durée : 106 minutes
- Date de sortie :
  - France : 13 septembre 2017

## Distribution
- Denis Podalydès : François Foucault
- Abdoulaye Diallo : Seydou
- Tabono Tandia : Maya
- Pauline Huruguen : Chloé, une collègue de François
- Alexis Moncorgé : Gaspard, le compagnon de Chloé
- Charles Templon : Sébastien
- Léa Drucker : Caroline, la sœur de François
- Zineb Triki : Agathe
- Mona Magdy Fahim : Rim
- Emmanuel Barrouyer : le principal du collège
- François Petit-Perrin : Rémi
- Jean-Pierre Lorit : le responsable au ministère de l'Education nationale
- Marie-Julie Baup : la médecin à l'hôpital
- Cheick Sylla : Marvin
- Tom Rivoire : le fils de Caroline
- Marie Rémond : Camille
- Jeanne Rosa : CPE
- François Rabette : prof de Henri IV
- Laurent Claret : Pierre Foucault
- Nicole Gueden : la mère de François
- Anne Jacquemin : la ministre
- Laura Genovino : la fille de Caroline
- Sadio Niakaté : Jeune de la cité ami avec Seydou
- Philippe Suner : Journaliste
- Vincent Nemeth : le père de Gaspard
- Émilie Gavois-Kahn : la femme de ménage

## Musique
La bande originale du film : 
- Glad I Waited - Polly Gibbons / Donald Black & Alexander Rudd
- Who Knows - Marion Black
- Peer Gynt - Edvard Grieg
- Perhaps, Perhaps, Perhaps - Doris Day / Osvaldo Farres
- The Mole Man - Schwab
- VB Drop - Ronald Fritz & JOAT
- Digital Sunset Funk - Gary Royant
- Uptown Girl - David Lynch
- Bump Bump - Charles Kendall Gillette
- 100 days, 100 Nights - Sharon Jones & The Dap-Kings
- Hipster Shakes – Black Pistol Fire
- Si maman si - France Gall / Michel Berger
- Those Were The Days - Mary Hopkin

## Analyse